# کرکوش
کرکوش، روستایی است از توابع بخش صفاییه و در شهرستان خوی استان آذربایجان غربی ایران دین اسلام
مذهب سنی 

## جمعیت
این روستا در دهستان الند قرار داشته و بر اساس سرشماری سال ۱۳۸۵ جمعیت آن ۵۹۴ نفر (۱۱۳ خانوار)
بوده‌است.